# کردهای ازبکستان
کردهای ازبکستان از مردم کرد هستند که در کشور ازبکستان زندگی می‌کنند. کردها به‌طور کلی یک گروه قومی ایرانی‌تبار هستند که عمدتاً در مناطق کوهستانی خاورمیانه، شامل بخشهایی از ترکیه، ایران، عراق و سوریه زندگی می‌کنند. با این حال، جوامع کرد پراکنده نیز در دیگر کشورها از جمله ازبکستان وجود دارند.
کردها در ازبکستان عمدتاً در نتیجه سیاستهای تبعید و جابجایی اجباری که در دوران اتحاد جماهیر شوروی اعمال می‌شد، به این کشور منتقل شدند. در دوران استالین، بسیاری از کردها از مناطق کردستان سرخ، قفقاز و دیگر مناطق شوروی به آسیای مرکزی، از جمله ازبکستان، تبعید شدند. این جابجاییها اغلب به دلایل سیاسی و امنیتی انجام می‌شد.
امروزه، کردهای ازبکستان بخشی از جامعه چندفرهنگی این کشور هستند و به همراه دیگر گروه‌های قومی در این کشور زندگی می‌کنند. آنها به حفظ فرهنگ، زبان و فرهنگ خود ادامه می‌دهند، اگرچه ممکن است با چالشهایی در زمینه حفظ هویت قومی خود در یک محیط چندفرهنگی مواجه باشند.
ازبکستان به‌طور کلی کشوری با تنوع قومی و فرهنگی است که شامل گروه‌های مختلفی مانند ازبک‌ها، تاجیک‌ها، قزاق‌ها، روس‌ها و دیگر اقلیت‌های قومی می‌شود. کردهای ازبکستان نیز بخشی از این تنوع فرهنگی هستند و به غنای فرهنگی این کشور کمک می‌کنند.